# Koepelgevangenis van Breda

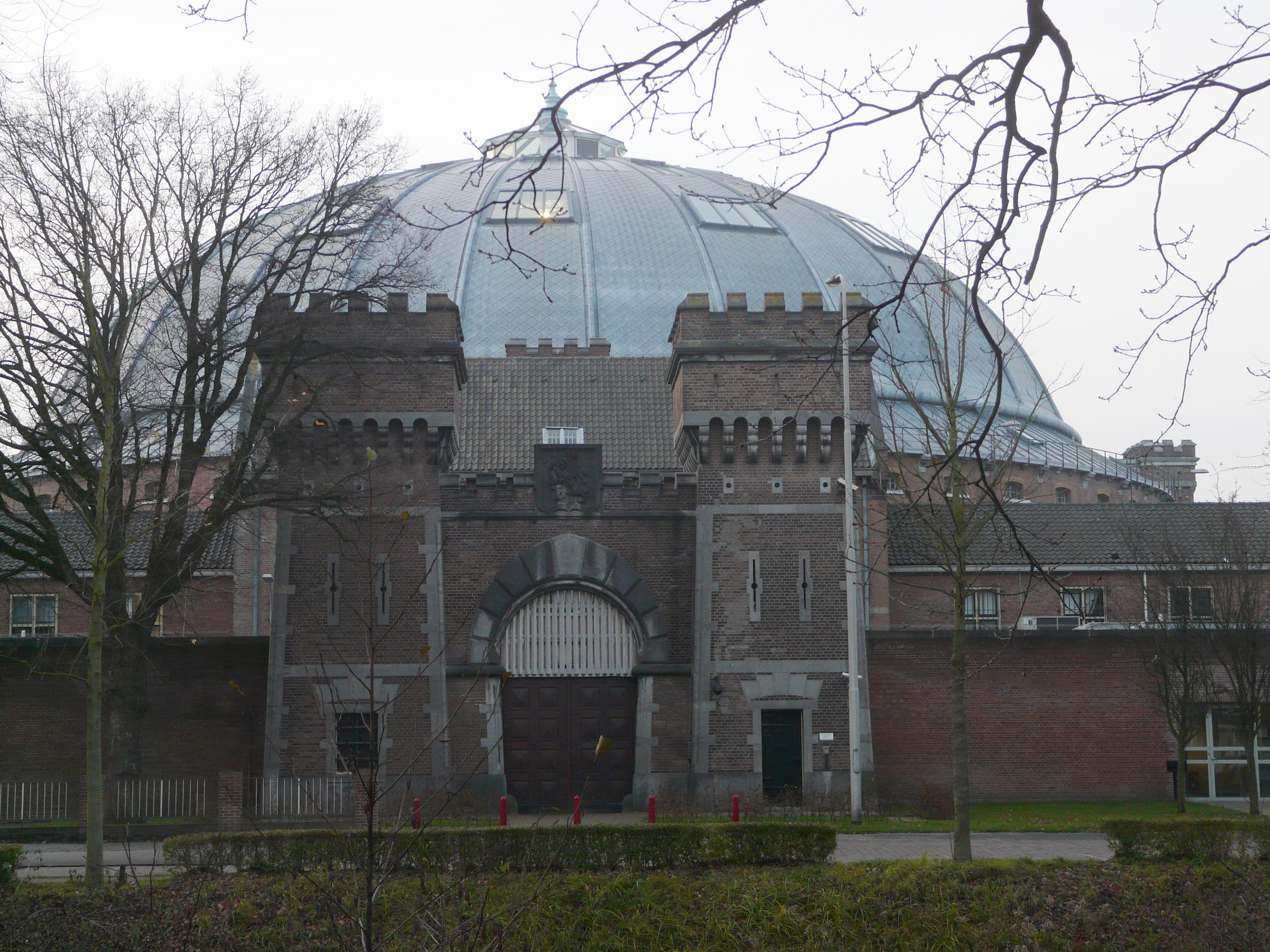
Koepelgevangenis Breda

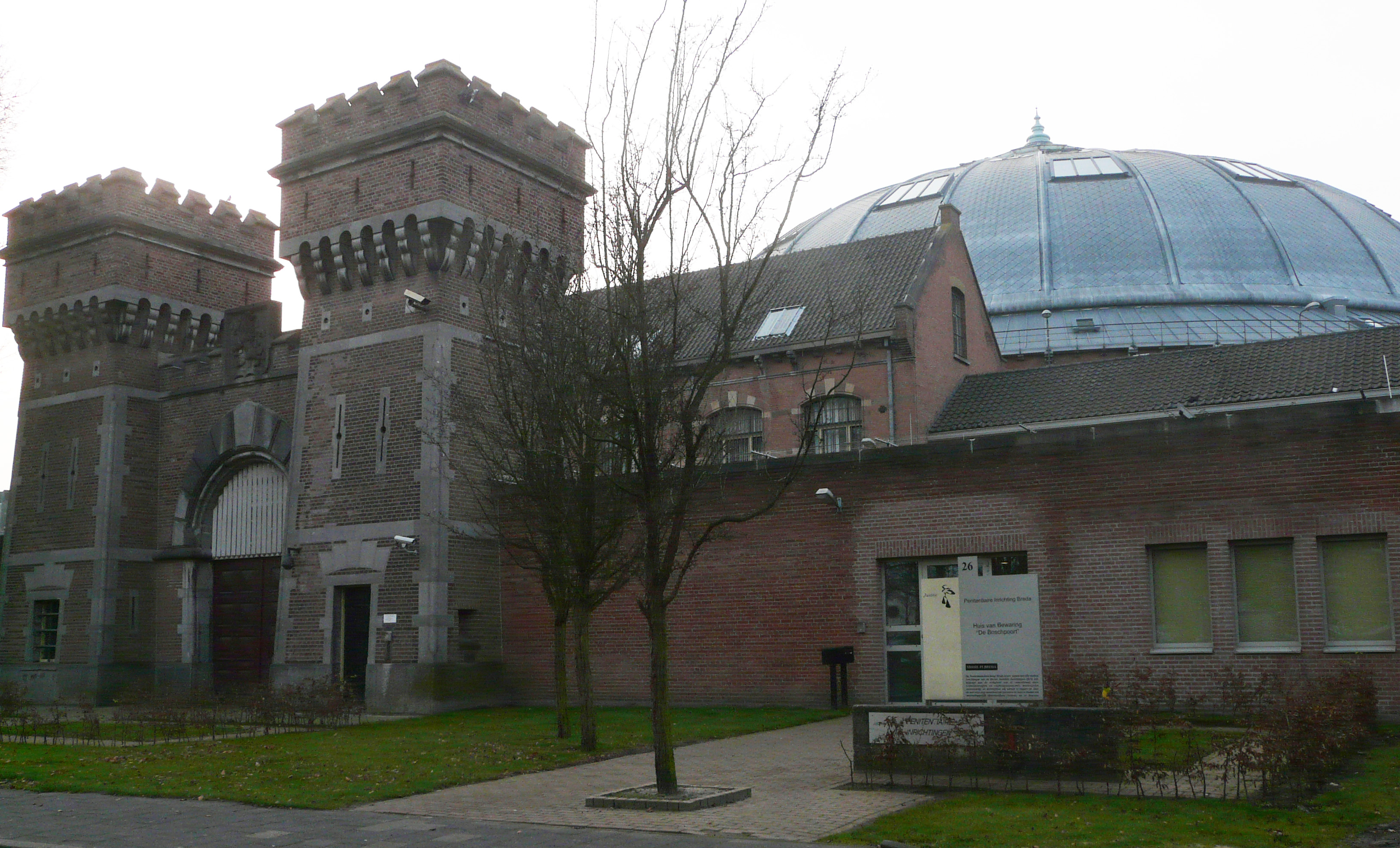
Voorzijde en ingang

De koepelgevangenis van Breda maakte deel uit van een justitieel complex in het centrum van Breda. De voormalige gevangenis is een van de drie koepelgevangenissen die Nederland kent. De andere twee bevinden zich in Arnhem en Haarlem. Het gebouw huisvestte een deel van de penitentiaire inrichting De Boschpoort. Deze kende drie onderdelen: een huis van bewaring, een gevangenis en een afdeling met extrazorgplaatsen.
Tot januari 2013 was er ook een vrouwengevangenis. De vrouwen zijn overgeplaatst naar de penitentiaire inrichting Ter Peel in Horst aan de Maas. Op 22 maart 2013 werd bekend dat de hele gevangenis gesloten zou worden in verband met bezuinigingen. De eerstvolgende afdeling ging in 2014 dicht. De rest van het complex werd op 1 januari 2016 definitief als penitentiaire inrichting gesloten. Hiertegen rees in Breda veel protest, de burgemeester vertelde er verdriet over te hebben.

## Geschiedenis
De koepelgevangenis werd in de periode 1882-1886 gebouwd naar een ontwerp door de justitie-architect Johan Metzelaar, die eerder de vergelijkbare koepelgevangenis van Arnhem ontwierp. Het gebouw werd ontworpen volgens het door de Brit Jeremy Bentham in 1791 bedachte panopticum-principe: vanuit het midden van het cirkelvormige complex konden de bewakers de gevangenen constant in de gaten houden.
Het complex werd in 2001 aangewezen als rijksmonument. Medio 2007 liep een procedure om de omgeving rond De Koepel tot beschermd stadsgezicht te verklaren. Het gehele complex, met uitzondering van de rij bewaarderswoningen langs de Nassaustraat, is eigendom van de Staat en in beheer bij het Rijksvastgoedbedrijf. In 2021 werd de koepelgevangenis door het Rijksvastgoedbedrijf in de verkoop geplaatst.
Al enkele decennia worden door de inrichting geregeld rondleidingen georganiseerd. In mei 2005 werd er voor het eerst een soort 'open dag' georganiseerd door het ministerie van Justitie. Er mochten die dag 75 mensen komen kijken.

## Indeling
Het complex bestaat uit de volgende onderdelen:
- karakteristieke kasteelachtige poort
- losstaand kerkgebouw
- justitiegebouwen met het oorspronkelijke huis van bewaring en het voormalige gerechtsgebouw Breda, gebouwd door Willem Metzelaar, de zoon van Koepelontwerper Johan Metzelaar
- de koepelgevangenis.

## Bekende gedetineerden
De Koepel is vooral bekend van de Drie van Breda; de drie daar gedetineerde oorlogsmisdadigers die het langst in hechtenis bleven. In de jaren vijftig werden veel tot zware straffen veroordeelde landverraders hier gevangen gehouden. Op tweede kerstdag 1952 wisten uit de koepelgevangenis te ontsnappen de zware oorlogsmisdadigers:
- Herbertus Bikker, SS'er
- Sander Borgers, SS'er
- Klaas Carel Faber, SS'er
- Jacob de Jonge, kampbewaarder Kamp Erika
- Willem van der Neut, kampbewaarder, bijnaam Beul van Amersfoort
- Willem Polak, SS'er
- Antoine Touseul, SS'er